# メルボルンスプリングレーシングカーニバル
メルボルンスプリングレーシングカーニバル(Melbourne Spring Racing Carnival)は、オーストラリアのメルボルンを中心に、毎年春に行われる競馬のイベントである。都市部の大きな競馬場を中心に、田舎の小さな競馬場でも行われるが、本項目では代表的なカーニバルを取り上げる。日時は2007年のもの。

## コーフィールドカーニバル
コーフィールドカーニバル(Caulfield Carnival)は、コーフィールド競馬場においてメルボルンレーシングクラブが主催する。
- 10月13日（土曜日） コーフィールドギニー・デイ
  - ヴィクトリアダービーの3週間前の土曜日に行われ、3歳馬限定による定量戦である。他のグループ1競走（3競走）も同日に行われる。
- 10月17日（水曜日） コーフィールド1000ギニー・デイ
  - コーフィールドギニーの翌週水曜日に、3歳牝馬限定で行われる。
- 10月20日（土曜日） コーフィールドカップ・デイ
  - コーフィールドギニーの翌週土曜日に行われる。

## ムーニーヴァレーカーニバル
ムーニーヴァレーカーニバル(Moonee Valley Carnival)はムーニーヴァレー競馬場においてムーニーヴァレーレーシングクラブが主催する。コックスプレートウィークとして10月22日から10月26日の5日間行われた後、コックスプレートが10月27日の土曜日に行われる。コックスプレートは定量戦として知られ、コーフィールドカップの翌週土曜日に行われる。

## フレミントンスプリングカーニバル
フレミントンスプリングカーニバル(Flemington Spring Carnival)はフレミントン競馬場においてヴィクトリアレーシングクラブが主催し、最も注目度が高いとされる。
- 11月3日（土曜日） ヴィクトリアダービー・デイ
  - メルボルンカップの前週土曜日に行われる。3歳馬による定量戦である。同日には他の大レースも行われる。

- 11月6日（火曜日） メルボルンカップ・デイ
  - オーストラリア最大の競走で、11月最初の火曜日に固定されており、メルボルンの祝日となる。

- 11月8日（木曜日） VRCオークス・デイ
  - メルボルンカップの同週木曜日に行われる。3歳牝馬による競走で、「レディース・デイ」として知られている。

- 11月10日（土曜日） VRCステークス・デイ
  - メルボルンカップの同週土曜日に行われる。「ファミリー・デイ」として知られている。

## サンダウンスプリングフェスティバル
サンダウンスプリングフェスティバル(Sandown Spring Carnival)はサンダウン競馬場においてメルボルンレーシングクラブが主催し、メルボルンスプリングレーシングカーニバルの最後を締めくくる。
- 11月17日（土曜日） サンダウンクラシック・デイ